# Tiên Cư
Tiên Cư (chữ Hán phồn thể: 仙居縣, chữ Hán giản thể: 仙居县, âm Hán Việt: Tiên Cư huyện) là một huyện thuộc địa cấp thị Thai Châu, tỉnh Chiết Giang, Cộng hòa Nhân dân Trung Hoa. Huyện Tiên Cư có diện tích 1992 km², dân số 470.000 người. Mã số bưu chính của huyện này là 317300. Huyện Tiên Cư được chia ra các đơn vị hành chính trực thuộc gồm 3 nhai đạo, 7 trấn và 10 hương. Các đơn vị này lại được chia thành 8 khu dân cư, 511 ủy ban thôn.
- Nhai đạo biện sự xứ: Phúc Ứng, An Châu, Nam Lĩnh.
- Trấn: Hoành Khê, Bạch Tháp, Điền Thị, Quan Lộ, Hạ Các, Chu Khê, Phu Đầu.
- Hương; An Lĩnh, Khê Cảng, Tưu Sơn, Bà Than, Đam Trúc, Bộ Lộ, Thượng Trương, Quảng Độ, Đại Chiến, Song Miếu.

## Khí hậu
| Dữ liệu khí hậu của Tiên Cư, elevation 83 m (272 ft), (1991–2020 normals, extremes 1981–2010) | Dữ liệu khí hậu của Tiên Cư, elevation 83 m (272 ft), (1991–2020 normals, extremes 1981–2010) | Dữ liệu khí hậu của Tiên Cư, elevation 83 m (272 ft), (1991–2020 normals, extremes 1981–2010) | Dữ liệu khí hậu của Tiên Cư, elevation 83 m (272 ft), (1991–2020 normals, extremes 1981–2010) | Dữ liệu khí hậu của Tiên Cư, elevation 83 m (272 ft), (1991–2020 normals, extremes 1981–2010) | Dữ liệu khí hậu của Tiên Cư, elevation 83 m (272 ft), (1991–2020 normals, extremes 1981–2010) | Dữ liệu khí hậu của Tiên Cư, elevation 83 m (272 ft), (1991–2020 normals, extremes 1981–2010) | Dữ liệu khí hậu của Tiên Cư, elevation 83 m (272 ft), (1991–2020 normals, extremes 1981–2010) | Dữ liệu khí hậu của Tiên Cư, elevation 83 m (272 ft), (1991–2020 normals, extremes 1981–2010) | Dữ liệu khí hậu của Tiên Cư, elevation 83 m (272 ft), (1991–2020 normals, extremes 1981–2010) | Dữ liệu khí hậu của Tiên Cư, elevation 83 m (272 ft), (1991–2020 normals, extremes 1981–2010) | Dữ liệu khí hậu của Tiên Cư, elevation 83 m (272 ft), (1991–2020 normals, extremes 1981–2010) | Dữ liệu khí hậu của Tiên Cư, elevation 83 m (272 ft), (1991–2020 normals, extremes 1981–2010) | Dữ liệu khí hậu của Tiên Cư, elevation 83 m (272 ft), (1991–2020 normals, extremes 1981–2010) |
| Tháng                                                                                         | 1                                                                                             | 2                                                                                             | 3                                                                                             | 4                                                                                             | 5                                                                                             | 6                                                                                             | 7                                                                                             | 8                                                                                             | 9                                                                                             | 10                                                                                            | 11                                                                                            | 12                                                                                            | Năm                                                                                           |
| --------------------------------------------------------------------------------------------- | --------------------------------------------------------------------------------------------- | --------------------------------------------------------------------------------------------- | --------------------------------------------------------------------------------------------- | --------------------------------------------------------------------------------------------- | --------------------------------------------------------------------------------------------- | --------------------------------------------------------------------------------------------- | --------------------------------------------------------------------------------------------- | --------------------------------------------------------------------------------------------- | --------------------------------------------------------------------------------------------- | --------------------------------------------------------------------------------------------- | --------------------------------------------------------------------------------------------- | --------------------------------------------------------------------------------------------- | --------------------------------------------------------------------------------------------- |
| Cao kỉ lục °C (°F)                                                                            | 25.4 (77.7)                                                                                   | 31.0 (87.8)                                                                                   | 34.7 (94.5)                                                                                   | 36.2 (97.2)                                                                                   | 39.2 (102.6)                                                                                  | 39.0 (102.2)                                                                                  | 41.7 (107.1)                                                                                  | 40.7 (105.3)                                                                                  | 39.7 (103.5)                                                                                  | 35.6 (96.1)                                                                                   | 32.2 (90.0)                                                                                   | 27.5 (81.5)                                                                                   | 41.7 (107.1)                                                                                  |
| Trung bình ngày tối đa °C (°F)                                                                | 11.4 (52.5)                                                                                   | 13.9 (57.0)                                                                                   | 17.6 (63.7)                                                                                   | 23.5 (74.3)                                                                                   | 27.6 (81.7)                                                                                   | 30.1 (86.2)                                                                                   | 34.7 (94.5)                                                                                   | 33.8 (92.8)                                                                                   | 29.7 (85.5)                                                                                   | 25.2 (77.4)                                                                                   | 19.7 (67.5)                                                                                   | 14.0 (57.2)                                                                                   | 23.4 (74.2)                                                                                   |
| Trung bình ngày °C (°F)                                                                       | 6.6 (43.9)                                                                                    | 8.5 (47.3)                                                                                    | 12.1 (53.8)                                                                                   | 17.5 (63.5)                                                                                   | 22.1 (71.8)                                                                                   | 25.2 (77.4)                                                                                   | 28.9 (84.0)                                                                                   | 28.3 (82.9)                                                                                   | 24.7 (76.5)                                                                                   | 19.7 (67.5)                                                                                   | 14.4 (57.9)                                                                                   | 8.6 (47.5)                                                                                    | 18.1 (64.5)                                                                                   |
| Tối thiểu trung bình ngày °C (°F)                                                             | 3.1 (37.6)                                                                                    | 4.6 (40.3)                                                                                    | 8.0 (46.4)                                                                                    | 13.0 (55.4)                                                                                   | 17.8 (64.0)                                                                                   | 21.7 (71.1)                                                                                   | 24.7 (76.5)                                                                                   | 24.5 (76.1)                                                                                   | 21.0 (69.8)                                                                                   | 15.4 (59.7)                                                                                   | 10.3 (50.5)                                                                                   | 4.6 (40.3)                                                                                    | 14.1 (57.3)                                                                                   |
| Thấp kỉ lục °C (°F)                                                                           | −7.1 (19.2)                                                                                   | −6.1 (21.0)                                                                                   | −5.1 (22.8)                                                                                   | 0.8 (33.4)                                                                                    | 8.3 (46.9)                                                                                    | 11.9 (53.4)                                                                                   | 16.9 (62.4)                                                                                   | 18.4 (65.1)                                                                                   | 11.2 (52.2)                                                                                   | 2.4 (36.3)                                                                                    | −3.7 (25.3)                                                                                   | −7.9 (17.8)                                                                                   | −7.9 (17.8)                                                                                   |
| Lượng Giáng thủy trung bình mm (inches)                                                       | 67.1 (2.64)                                                                                   | 67.7 (2.67)                                                                                   | 131.1 (5.16)                                                                                  | 118.6 (4.67)                                                                                  | 152.9 (6.02)                                                                                  | 259.3 (10.21)                                                                                 | 163.2 (6.43)                                                                                  | 226.6 (8.92)                                                                                  | 139.7 (5.50)                                                                                  | 58.4 (2.30)                                                                                   | 61.6 (2.43)                                                                                   | 54.2 (2.13)                                                                                   | 1.500,4 (59.08)                                                                               |
| Số ngày giáng thủy trung bình (≥ 0.1 mm)                                                      | 12.4                                                                                          | 12.4                                                                                          | 16.7                                                                                          | 15.1                                                                                          | 15.8                                                                                          | 18.5                                                                                          | 13.6                                                                                          | 16.4                                                                                          | 12.2                                                                                          | 7.0                                                                                           | 9.4                                                                                           | 9.2                                                                                           | 158.7                                                                                         |
| Số ngày tuyết rơi trung bình                                                                  | 2.3                                                                                           | 1.8                                                                                           | 0.4                                                                                           | 0                                                                                             | 0                                                                                             | 0                                                                                             | 0                                                                                             | 0                                                                                             | 0                                                                                             | 0                                                                                             | 0                                                                                             | 0.7                                                                                           | 5.2                                                                                           |
| Độ ẩm tương đối trung bình (%)                                                                | 74                                                                                            | 73                                                                                            | 74                                                                                            | 72                                                                                            | 74                                                                                            | 80                                                                                            | 75                                                                                            | 77                                                                                            | 77                                                                                            | 73                                                                                            | 75                                                                                            | 73                                                                                            | 75                                                                                            |
| Số giờ nắng trung bình tháng                                                                  | 98.4                                                                                          | 99.7                                                                                          | 113.1                                                                                         | 132.3                                                                                         | 140.0                                                                                         | 120.1                                                                                         | 215.7                                                                                         | 194.9                                                                                         | 149.0                                                                                         | 156.2                                                                                         | 116.5                                                                                         | 122.2                                                                                         | 1.658,1                                                                                       |
| Phần trăm nắng có thể                                                                         | 30                                                                                            | 32                                                                                            | 30                                                                                            | 34                                                                                            | 33                                                                                            | 29                                                                                            | 51                                                                                            | 48                                                                                            | 41                                                                                            | 44                                                                                            | 37                                                                                            | 38                                                                                            | 37                                                                                            |
| Nguồn: China Meteorological Administration                                                    |                                                                                               |                                                                                               |                                                                                               |                                                                                               |                                                                                               |                                                                                               |                                                                                               |                                                                                               |                                                                                               |                                                                                               |                                                                                               |                                                                                               |                                                                                               |